# Randy Dean
Randy Dean, ameriški rokometaš in igralec ameriškega nogometa, * 10. junij 1955.
Leta 1976 je na poletnih olimpijskih igrah v Montrealu v sestavi ameriške rokometne reprezentance osvojil 10. mesto.